# 石蔵山
石蔵山（いしくらやま）は、岩手県一関市にある標高356mの山である。

## 概要
一関市の舞川地区と川崎町門崎地区に跨っており、南西部には北上川が流れている。古くは信仰の山として親しまれており、近年では森林散策やレクリエーション、カタクリの群生地として多くの人が訪れている。
1980年代から90年代にかけて開発を行った際には桜や杉を植樹したり、グラススキー場やキャンプ利用ができる芝生公園・炊事場、コンサートが行える野外ステージなどを設けた。カタクリは9合目にある熊野神社の周辺に群生しており、春の行楽シーズンには桜の開花と合わせて人気の観光スポットとなっている。また、市の中央部に位置していることから西は栗駒山や焼石連峰、東は室根山など市域の広範囲を展望できる。

## 周辺
- 石蔵山林間広場
  - 石蔵山生活環境保全林
- 一関コミュニティFM送信所

## 送信施設
| 放送局名                          | コールサイン及び呼出名称                  | 周波数  | 空中線電力 | ERP  | 放送対象地域                     | 放送区域内世帯数             | 開局日        | 置局住所         |
| --------------------------------- | ----------------------------------------- | ------- | ---------- | ---- | -------------------------------- | ---------------------------- | ------------- | ---------------- |
| 一関コミュニティFM 愛称｢FMあすも｣ | JOZZ2BD-FM いちのせきコミュニティえふえむ | 79.5MHz | 20W        | 195W | 一関市及び西磐井郡平泉町の各一部 | 本送信所単独での世帯数は不明 | 2012年4月29日 | 一関市川崎町門崎 |